# Pidonia suvorovi
Pidonia suvorovi är en skalbaggsart som beskrevs av Julius Baeckmann 1903. Pidonia suvorovi ingår i släktet Pidonia och familjen långhorningar. Inga underarter finns listade i Catalogue of Life.